# Yentna
La rivière Yentna est un cours d'eau d'Alaska, aux États-Unis, coulant dans le borough de Matanuska-Susitna. C'est un affluent de la rivière Susitna.

## Description
Longue de 75 milles (121 km), elle est formée par deux bras : East Fork Yentna et West Fork Yentna, et coule en direction du sud-est pour se jeter dans la rivière Susitna à 30 milles (48 km) au nord-ouest d'Anchorage, dans le golfe de Cook.
Son nom indien a été référencé par Spurr, de  l'United States Geological Survey, en 1900.

## Affluents
- East Fork Yentna
- West Fork Yentna
- Kahiltna – 60 milles (97 km)
- Skwentna – 100 milles (161 km)
  - Talachulitna – 45 milles (72 km)

## Sources
- (en) « Yentna », Geographic Names Information System